# Marcelo Daniel Colombo
Marcelo Daniel Colombo (ur. 27 marca 1961 w Buenos Aires) – argentyński duchowny katolicki, arcybiskup Mendozy od 2018.

## Życiorys

### Prezbiterat
Święcenia kapłańskie otrzymał 16 grudnia 1988 i został inkardynowany do diecezji Quilmes. Był m.in. rektorem seminarium w Quilmes, prowikariuszem biskupim ds. edukacji, wikariuszem ds. ewangelizacji oraz proboszczem katedry w Quilmes.

### Episkopat
8 maja 2009 papież Benedykt XVI mianował go biskupem diecezji Orán. Sakry biskupiej udzielił mu 8 sierpnia 2009 ówczesny biskup Quilmes - Luis Teodorico Stöckler.
9 lipca 2013 został przeniesiony na urząd ordynariusza diecezji La Rioja.
W latach 2017-2021 był drugim wiceprzewodniczącym Konferencji Episkopatu Argentyny.
22 maja 2018 papież Franciszek mianował go arcybiskupem metropolitą Mendozy. Ingres odbył 11 sierpnia 2018. W latach 2021-2024 był pierwszym wiceprzewodniczącym, a od listopada 2024 jest przewodniczącym Konferencji Biskupów Argentyny.